# Frank Bello
Frank Bello (ur. 9 lipca 1965) – amerykański muzyk rockowy, gitarzysta basowy. Od 1986 do kwietnia 2004 członek zespołu Anthrax. Grał w Helmet.
Od kwietnia 2005 znów gra w zespole Anthrax. Bello gra na gitarach firmy Squier, Fender i ESP.

## Wybrana dyskografia
- Numbers from the Beast: An All Star Salute to Iron Maiden (2005, Rykodisc)[4]

## Filmografia
- Get Thrashed (2006, film dokumentalny, reżyseria: Rick Ernst)[5]